# 아군 사격
아군 사격(我軍射擊, friendly fire)은 전쟁 중 오판이나 부정확성 등으로 인해 적군 대신 아군을 공격하게 되는 행위를 의미한다. 야밤에 정찰 도중 소리가 들려 총을 발사했는데 아군이 맞았을 경우 등 적을 쏘는 의도로 발포하지 않았을 경우에는 아군 사격이라고 하지 않는다. 또한, 의도치 않게 비전투 요원이나 민간인, 구조물 등에 피해를 준 경우에는 부수적 피해라고 하여 따로 부른다.

## 같이 보기
- 부수적 피해
- 프래깅
- 피아식별장치
- 오인 격추 사건 목록
- 팀킬